# Torre (Minori)
Torre è una frazione di Minori, comune della costiera amalfitana in Provincia di Salerno.

## Geografia fisica
Torre sorge nella zona Est di Minori. Si estende per tutta la collina che parte dal castello Mira Mare (la cosiddetta Torricella) sino alla collina di "Forcella" ove sorge il convento di San Nicola di Bari percorrendo i giardini di località Martelluzzo, e località Annunziata. È inoltre attraversato da una lunga strada composta da 600 scalini che parte ai piedi della collina Minorese per poi giungere a Maiori

## Storia
Sulle origini del Villaggio di Torre non si hanno notizie certe. Il toponimo di "Torre" deriva di certo da una piccola fortificazione, di cui non si riscontra più traccia, esistente già al tempo della repubblica indipendente (839 - 1131). Infatti fin dal 1011 viene documentata la via pubblica che collega il villaggio con il centro urbano. Il primo documento torrese risale al 1668 nel quale si legge come i frutti più frequenti del suo territorio sono limoni e limoncelli, dei quali caricano le barche per Roma.

## Monumenti e luoghi d'interesse

### Chiesa Parrocchiale di San Michele Arcangelo
La chiesa di San Michele Arcangelo si trova al centro del villaggio di Torre. Essa è sede della terza parrocchia minorese, dopo Minori centro e Villamena. La data di fondazione è incerta, ma è certamente più antica del 1270, quando si incontra la prima testimonianza documentaria su di essa. Semplice è la struttura dell'edificio, con ingresso unico, facciata piana e piccola torre campanaria. Ai lati dell'altare vi sono due tele raffiguranti la "Madonna Immacolata" e la "Visione di S. Pietro d'Alcántara".

### Chiesa di Santa Maria dell'Annunziata

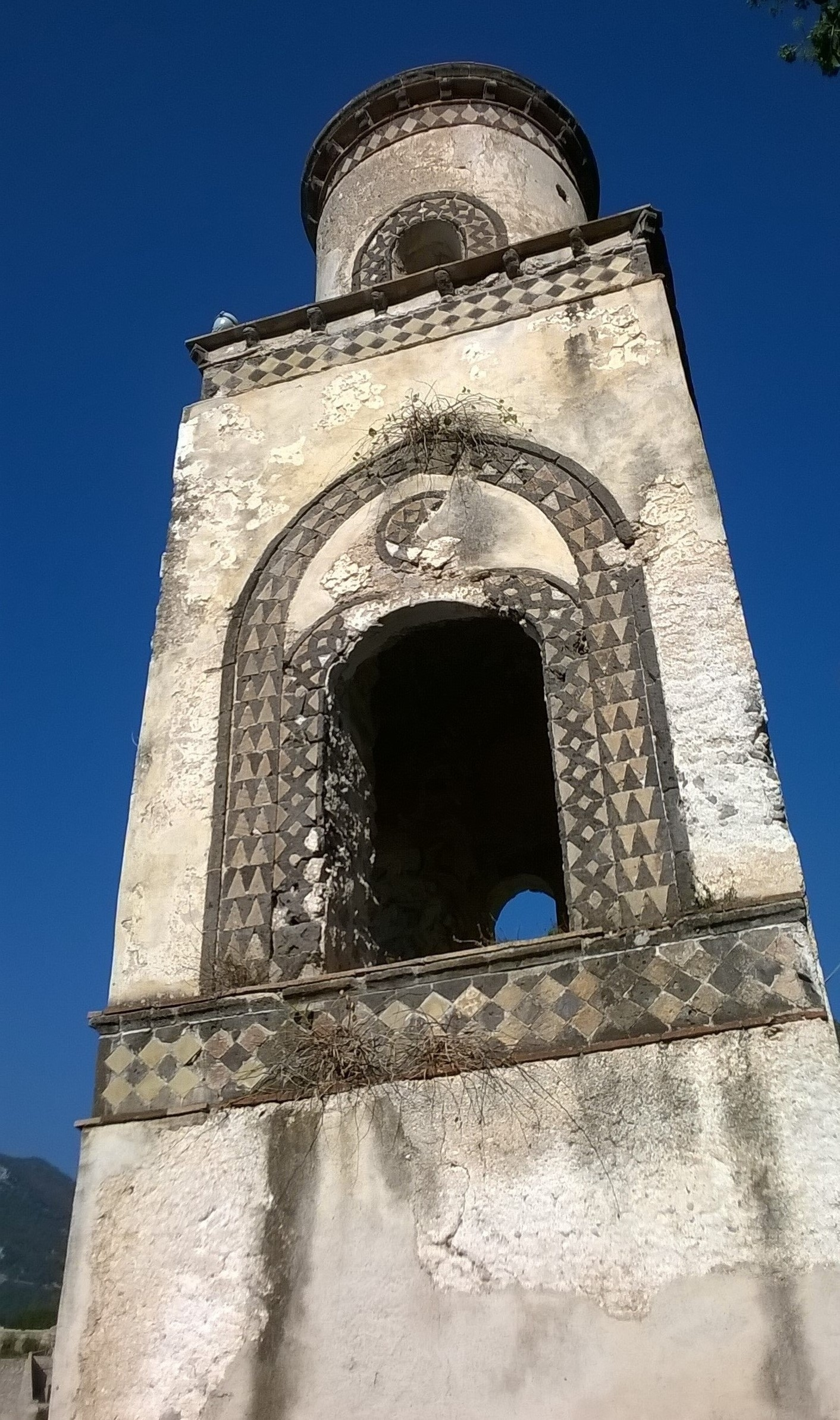
Il campanile dell'Annunziata.

La chiesa di Santa Maria Annunziata fu definitivamente abbattuta nel 1950 per motivi di sicurezza. Esiste però ancora il campanile, che è stato recentemente oggetto di studio specifico da parte di architetti e storici d'arte. Posta nella località anticamente denominata Minoli, la chiesa rappresenta un rarissimo esempio di edificio bizantino-arabo: tracce delle due absidi, insieme ad alcune pitture bizantineggianti, sono ancora visibili. La fondazione risale al secolo XI o al più tardi agli inizi del secolo seguente, periodo in cui fu innalzato il campanile. In posizione elevate, esso è ben visibile da molte località della costiera.

## Chiese ormai dirute e irreperibili
- Chiesa di San Marco, sottratta al culto liturgico verso la fine del Seicento[6].
- Chiesa di San Vito, fondata nel 1034 e caduta in rovina successivamente. L'ultima documentazione su di essa risale al XVI secolo[6].
- Chiesa di Santa Maria de Turricella[7].

## Festività
- La festa principale è quella del santo protettore: san Michele, il 29 settembre.
- Altra festa importante è quella dell'Immacolata Concezione, l'8 dicembre.